# Wereldkampioenschappen moderne vijfkamp 1977
De wereldkampioenschappen moderne vijfkamp 1977 werden gehouden in San Antonio in de Verenigde Staten. Er stonden twee onderdelen op het programma alleen voor mannen. 

## Medailles

### Mannen
| Onderdeel   | Goud | Goud                                                     | Zilver | Zilver                                        | Brons | Brons                                  |
| ----------- | ---- | -------------------------------------------------------- | ------ | --------------------------------------------- | ----- | -------------------------------------- |
| Individueel | POL  | Janusz Pyciak-Peciak                                     | URS    | Pavel Lednjev                                 | POL   | Sławomir Rotkiewicz                    |
| Team        | POL  | Janusz Pyciak-Peciak Sławomir Rotkiewicz Zbigniew Pacelt | URS    | Pavel Lednjev Sergej Rjabikin Aleksandr Tarev | HUN   | Pál Bakó Tibor Maracskó László Horváth |

### Medaillespiegel
| Plaats | Land        | Goud | Zilver | Brons | Totaal |
| 1      | Hongarije   | 2    | 0      | 1     | 3      |
| 2      | Sovjet-Unie | 0    | 2      | 0     | 2      |
| 3      | Hongarije   | 0    | 0      | 1     | 1      |
| Totaal | Totaal      | 2    | 2      | 2     | 6      |